# Ján Brada
Ján Brada (23. července 1940 – 12. ledna 2004, Považská Bystrica) byl slovenský fotbalista, útočník.

## Fotbalová kariéra
V československé lize hrál za Spartak ZJŠ Brno, nastoupil do 44 prvoligových utkání, vsítil 11 branek. V nižších soutěžích hrál také za Spartu / ZVL Považská Bystrica, kde patřil na přelomu 60. a 70. let 20. století k vůdčím osobnostem týmu a nejlepším střelcům.
V evropských pohárech nastoupil v 11 zápasech Veletržního poháru (předchůdce Poháru UEFA), skóroval ve třech případech (1963/64: 6 / 3, 1964/65: 2 / 0, 1965/66: 3 / 0). Ve středu 2. října 1963 otevíral v 5. minutě skóre brněnského utkání se švýcarským klubem Servette Ženeva (konečný výsledek 5:0), ve středu 27. listopadu 1963 vstřelil úvodní dvě branky v zápase se skotským Partick Thistle FC (4:0). Všech branek docílil v úvodních čtyřech startech v evropských pohárech.

## Ligová bilance
| Ročník                                           | Zápasy | Góly | Minuty | Klub             |
| ------------------------------------------------ | ------ | ---- | ------ | ---------------- |
| 2. československá fotbalová liga 1961/62 – sk. B | -      | 3    | -      | Spartak ZJŠ Brno |
| 1. československá fotbalová liga 1962/63         | 2      | 0    | -      | Spartak ZJŠ Brno |
| 1. československá fotbalová liga 1963/64         | 21     | 6    | -      | Spartak ZJŠ Brno |
| 1. československá fotbalová liga 1964/65         | 13     | 3    | -      | Spartak ZJŠ Brno |
| 1. československá fotbalová liga 1965/66         | 8      | 2    | -      | Spartak ZJŠ Brno |
| CELKEM 1. LIGA                                   | 44     | 11   | -      |                  |